# Rövidtestű páncélosharcsa
A rövidtestű páncélosharcsa (Corydoras splendens korábbi nevén Brochis splendens) a sugarasúszójú halak (Actinopterygii) osztályába, ezen belül a harcsaalakúak (Siluriformes) rendjébe és a páncélosharcsa-
félék (Callichthyidae) családjába tartozó faj.

## Előfordulása
Dél-Amerikában, Amazonas-medence homokos aljazatú folyóiban, Brazíliában, Ecuadorban és Peruban őshonos halfaj.

## Életmódja
Mindenevő, apró vízi gerinctelenek elevenen, fagyasztva vagy szárított formában, lemezes és tablettás eleség.

## Megjelenése
Testhossza 6-8 cm. Testét ezüst színű csík választja ketté, háta arany, hasa bronz színű.

## Szaporodása
Egy nőstényhez 3-4 hímet kell telepíteni. Tenyésztése nehéz, üregekbe rakja ikráit. A kis halakat nem nehéz felnevelni.

## Tartása
Tartása könnyű, sok növényt igényel és kerek kavicsokat hogy ne sértse fel a testét. Sötét üregekben tartózkodik, csak sötétedéskor vagy etetéskor jön elő.
Nem igényel sok levegőt, könnyen tartható más halfajokkal, nem verekedős hal, nem csipkedi a másikat.